# Parco nazionale della foresta di Gola
Il parco nazionale della foresta di Gola (in inglese Gola Forest National Park), già parco nazionale di Lofa-Mano, è un parco nazionale della Liberia. Si trova nella parte occidentale del paese e confina con il parco nazionale della foresta pluviale di Gola della vicina Sierra Leone.
Quest'area protetta, che ha ricevuto il suo nome attuale nel 2016, copre un'area di 979,75 km². È considerata una delle riserve forestali più importanti dell'Africa occidentale e una delle ultime foreste vergini primarie in Africa. Fa parte della più ampia regione delle foreste della Guinea, uno dei punti caldi di biodiversità del pianeta.
È prevista l'istituzione di un parco transfrontaliero in comune con la Sierra Leone, attualmente (novembre 2019) in progettazione ai fini del programma dell'Unione Europea Across the River - a Transboundary Peace Park for Sierra Leone and Liberia Project.

## Flora e fauna
Nei fiumi vivono varie specie di mormiridi, come Brienomyrus brachyistius e Brienomyrus longianalis. Nella foresta pluviale tropicale vivono scimmie (compresi gli scimpanzé), ippopotami pigmei, tragelafi striati, bonghi e cefalofi zebra, in pericolo d'estinzione. Poco sappiamo sulla popolazione di elefanti di foresta qui presente; nel 1980 ne rimanevano solamente circa 150 esemplari. Questi animali possono sopravvivere anche se la foresta pluviale viene sfruttata per ricavare legni pregiati, a condizione che abbiano spazio vitale a sufficienza.